# Chuanqilong
Chuanqilong („drak umění Čchuan-čchi (angl. Chuanqi)“) byl rod menšího ptakopánvého dinosaura ze skupiny "obrněných" ankylosauridů, žijící v období rané křídy (geologický stupeň apt, asi před 125 až 112 miliony let) na území dnešní Číny. Zahrnuje zatím jediný známý druh (Ch. chaoyangensis), formálně popsaný v roce 2014 mezinárodním týmem paleontologů.

## Objev a popis

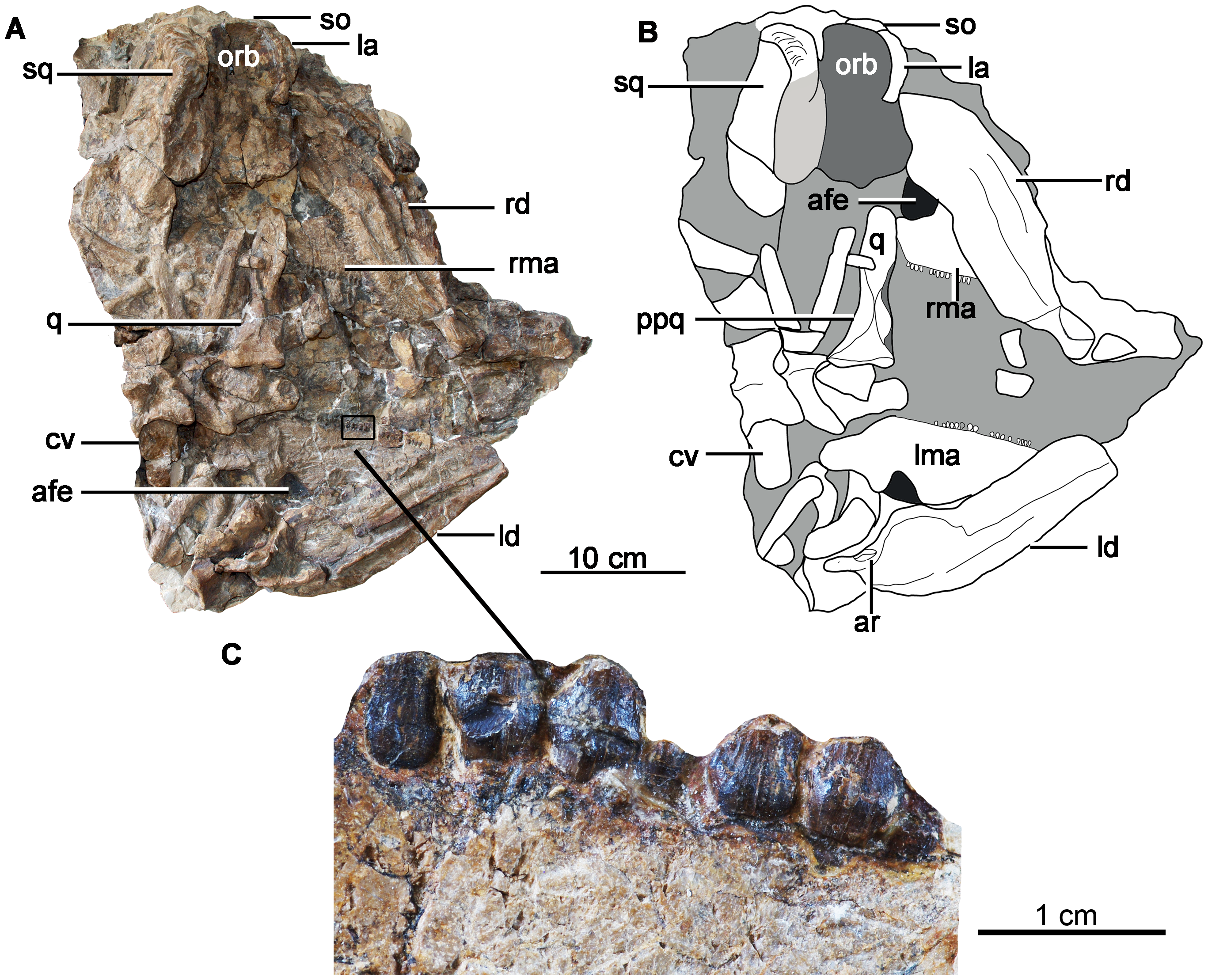
Fosilní lebka holotypu rodu Chuanqilong.

Fosilie tohoto ankylosaurida byly objeveny v sedimentech souvrství Ťiou-fo-tchang (Jiufotang), které mají stáří přibližně 120 milionů let. Fosilie byly objeveny na území provincie Liao-ning na severovýchodě Číny (lokalita u obce Paj-š'-cuej, oblast Kou-men-c' (nedaleko města Ling-jüan). Jednalo se o menšího zástupce čeledi ankylosauridů, dosahujícího délky kolem 4,5 metru a hmotnosti zhruba 450 kilogramů.

## Zařazení
Rod Chuanqilong byl zástupcem čeledi Ankylosauridae, tvořící sesterskou skupinu k dalšímu čínskému rodu Liaoningosaurus.